# Rónald Marín
Rónald Marín Duran (San José (Costa Rica), 2 de novembro de 1962) é um ex-futebolista profissional e treinador costarriquenho, que atuava como defensor.

## Carreira
Rónald Marín fez parte do elenco da Seleção Costarriquenha de Futebol da Copa do Mundo de 1990. 